# Thermodynamischer Kondensatableiter
Die thermodynamischen Kondensatableiter (englisch thermodynamic steam trap) haben als Funktionsteil einen Ventilteller, der in einem geschlossenen Raum von unten angeströmt wird.
Strömt Kondensat durch die mittige Zulaufbohrung, so hebt es den Ventilteller an und fließt über den Ringkanal und die Abflussbohrung ab. Ist alles Kondensat ausgeflossen und es kommt Dampf, so hebt er den Ventilteller ebenfalls an und strömt wegen seiner geringen Viskosität sehr viel schneller aus. Ein Teil des Dampfes gelangt auf die Rückseite des Ventiltellers, wird dort abgebremst und erhöht dadurch seinen statischen Druck. Er drückt den Ventilteller nach unten und schließt die Austrittsöffnung, sodass kein Dampf mehr ausströmen kann. In kurzer Zeit kühlt der Dampf zwischen Ventilteller und Gehäusekappe ab und kondensiert. Dadurch fällt der Druck auf der Rückseite des Ventiltellers ab, sodass zuströmendes Kondensat oder zuströmender Dampf den Ventilteller wieder anhebt. Es beginnt ein neuer Ausström- oder Schließvorgang. Thermodynamische Kondensatableiter arbeiten im Rhythmus von Ausström- und Schließtakten.